# Бегичьово (Нижньогородська область)
Бегичьово (рос. Бегичёво) — присілок в Сеченовському районі Нижньогородської області Російської Федерації.
Населення становить 121 особу. Входить до складу муніципального утворення Мурзицька сільрада.

## Історія
Від 2009 року входить до складу муніципального утворення Мурзицька сільрада.

## Населення
| 2002 | 2010 |
| ---- | ---- |
| 103  | ↗121 |